# Build a Bitch
Build a Bitch is een nummer van Amerikaanse zangeres Bella Poarch uit 2021.
"Build a Bitch" werd in een aantal landen een (bescheiden) hit. Zo bereikte het de 56e positie in de Amerikaanse Billboard Hot 100. In Nederland kwam het tot een 16e positie in de Tipparade, terwijl in Vlaanderen een 36e positie in de Tipparade werd gehaald. Gezien het succes van het nummer kreeg Poarch een platencontract aangeboden bij Warner Records. Hier was Poarch naar eigen zeggen erg blij mee, aangezien dit label ook haar voorbeelden Prince, Dua Lipa en Madonna grootgebracht heeft.